# 班斯贝里亚
班斯贝里亚（Bansberia），是印度西孟加拉邦Hugli县的一个城镇。总人口104453（2001年）。

## 人口
该地2001年总人口104453人，其中男性55403人，女性49050人；0—6岁人口10306人，其中男5308人，女4998人；识字率71.43%，其中男性为77.45%，女性为64.63%。